# 東京都政不当介入事件
東京都政不当介入事件（とうきょうとせいふとうかいにゅうじけん）とは、1974年8月26日から8月30日まで部落解放同盟の構成員が東京都庁民政局長室を占拠し、「6項目の確認」の受け入れを東京都に要求し、東京都がそれを受け入れた一連の経緯について、日本共産党やその衛星団体が使っている呼称。当事者である東京都や部落解放同盟がこのように呼んでいる訳ではなく、また、東京都が解放同盟の行動を「都政に対する不当介入」だと主張している訳でもない。刑事事件・民事事件として立件された事実関係も存在しない。東京都民生局長室占拠事件ともいう。

## 概要
1974年8月26日、部落解放同盟の構成員約20人が東京都庁に赴き、民生局で以下の「6項目の確認」の受け入れを迫った。
1. 応急生活資金については、部落解放同盟都連を通じて申請したもの（43名）についてはただちに貸与する。その他のものについては「東京都同和対策協議会」（東京都と部落解放同盟都連だけで構成）小委員会で協議し、東京都と部落解放同盟都連で、「自覚、自立の意識」を高める教育をおこなったうえで貸与する。
2. 都立産業労働会館（現・東京都人権プラザ）を、狭山闘争本部として、宿泊も含め、約1ヶ月間の使用を認める。
3. 部落解放同盟代表と都知事との面会を9月10日までにおこなう。
4. 狭山裁判についての決議を、都議会側と協議して、審議を促進、決議するように働きかける。
5. 部落解放同盟正常化都連（現・人権連）のビラ（8月30日付）に事実と違うところがあるので、訂正したものを都が出す。
6. 過去5年間の東京都の同和行政を総点検する。

第1項の生活応急資金融資については、窓口を部落解放同盟に一本化せよ、というのが部落解放同盟の要求であった。ところが都側がそれを拒絶したため、部落解放同盟は民生局にそのまま居座り続けた。そして8月30日までの5日間、民生局長室に立て篭もり、荊冠旗を窓から突き出すなどの示威行為をおこない、その結果、民生局の業務を麻痺させた。
結局、東京都は第4項と第5項を除いて部落解放同盟の要求を受け入れた。第3項の面会については9月13日に実現している。

## その後
1974年9月16日夜、部落解放同盟とともに産業労働会館に泊まり込む中核派を革マル派が襲撃し、パトカー3台と警察官30人が緊急出動する事態となった。
このとき、部落解放同盟は「内輪の問題だから」との理由で、警察官の事情聴取も会館内集会室への館長の立ち入りも拒否した。